# Eumedonia eumedon
Eumedonia eumedon (sin. Aricia eumedon) es una mariposa de la familia Lycaenidae, subfamilia Polyommatinae y tribu de los Polyommatini (Esper, 1780).

## Distribución
Se encuentra distribuida en la zona paleártica.

## Descripción
Es una pequeña mariposa que tiene dimorfismo sexual: la parte superior del macho es de color gris más o menos oscuro con una franja blanca; la de la hembra es de color marrón con algunas manchas de color naranja submarginales en las alas posteriores también con una franja blanca. El reverso es de color beige con moratón difuso decorado con una línea submarginal de puntos amarillos anaranjados alineados con una fila de puntos negros rodeados de blanco. 
Tiene una envergadura alar de 26-30 mm. Los adultos vuelan de mayo a agosto, dependiendo de la ubicación.
Las orugas se alimentan de especies de Geranium y Erodium.

## Taxonomía
Esta mariposa ha sido incluida en los géneros Plebejus, Plebeius, Polyommatus y Aricia, pero los estudios moleculares recientes han demostrado que Eumedonia es un género válido, diferentes a los anteriores géneros mencionados.

### Sinónimos
- Aricia eumedon (Esper, 1780)
- Plebeius eumedon (Esper, 1780)
- Plebejus eumedon (Esper, 1780)
- Papilio chiron (Rottemburg, 1775)